# Vlag van Iran
De huidige nationale vlag van de Islamitische Republiek Iran (Perzisch: پرچم ایران, Parčam-e Irân) werd officieel in gebruik genomen op 29 juli 1980, en is een weerspiegeling van de veranderingen voor het land Iran na de Islamitische Revolutie.

## Symboliek
Het basisontwerp van de vlag is een driekleur bestaande uit drie horizontale banden in de kleuren groen (boven), wit en rood. Dat zijn de kleuren van de Pan-Iraanse kleuren. Deze kleuren symboliseren respectievelijk de islam, vrede en moed. Dit basisontwerp wordt gebruikt sinds het begin van de twintigste eeuw en is ook het basismotief op de vlaggen van de sjahs van Iran. De kleuren hebben een lange traditie in Perzië, die teruggaat tot minstens de 18e eeuw. Ze verschenen voor het eerst als driekleur op de nationale vlag in 1906.
Echter, gedurende de tijd van de sjahs bevatte het centrum van de vlag een beeld van een opkomende zon achter een leeuw met een zwaard (Shir-e Khorshid), dat een klassiek symbool van het Perzische Rijk was. Sinds de Islamitische Revolutie zijn de leeuw en de zon vervangen door een symbool dat vele betekenissen heeft, maar het is hoofdzakelijk een gestileerde vorm van het woord الله (Allah). Het symbool vertegenwoordigt ook vier halve manen met een zwaard in het midden. Het symbool werd ontworpen door Hamid Nadimi en werd officieel goedgekeurd door Ayatollah Khomeini op 9 mei 1980.
Een andere verandering in de vlag na de Islamitische Revolutie is de toevoeging van een geschreven motief op de grenzen tussen het wit en de andere kleuren geweest. In het Perzisch en Arabisch staat hier الله أَكْبَر (Allah Akbar of God is Groot). Er bevindt zich een 22-tal kopieën van deze tekst op de vlag, symbolisch voor de datum van de revolutie, de 22e dag van de 11e maand (Bahman) in de Iraanse kalender (11 februari 1979).
De fysieke eisen ten aanzien van de Iraanse vlag en de nauwkeurige vorm van het embleem worden beschreven in de nationale Iraanse standaard ISIRI 1 (in het Perzisch).

## Geschiedenis
De Perzen gebruikten al in de oudheid vlaggen als symbool. Volgens Herodotus gebruikte Cyrus II de Grote een gouden adelaar met uitgestrekte vleugels op een witte achtergrond.
In Chabis (ook Khabis; Shahdad in Kerman), de oude hoofdstad in het zuidoosten van Iran aan de westelijke rand van de Lut woestijn, is een kleine metalen vlag gevonden die dateert uit 3000 voor Christus, wat het de oudste vlag ter wereld zou maken. Onder de symbolen die op de vlag waren geëtst, waren de leeuw en de zon, die herhaaldelijk voorkomen in de Iraanse geschiedenis. Voorbeelden van het algemeen gebruik zijn ook te vinden in de 13e eeuw, en de eerste bekende vlag van stof met een leeuw en zon dateert uit de 15e eeuw.
Tahmasp I, die sjah van Perzië was van 1524 tot 1576, gebruikte een schaap met de rijzende zon op een groene achtergrond in plaats van de gebruikelijke leeuw omdat hij geboren was in de maand Farwardin, wiens symbool het sterrenbeeld Ram is. Na zijn bewind veranderde het symbool weer in Leeuw. In de 18e eeuw werd een zwaard aan de leeuw toegevoegd. Het kan worden gevonden op de vlag van Aga Mohammed Khan, de eerste heerser van de Kadjaren, die Perzië regeerde tussen 1794 en 1925. In de 19e eeuw werden de leeuw en de zon gevonden op een witte achtergrond omlijst door rode en groene randen.

? Vlag van de Khorezm Shahs (992-1220), sinds 2007 ook een tweede vlag om rouw te markeren
? Vlag onder sjah Ismail I. (1502-1524)
? Vlag van Tahmasp I (1524-1576)
? Vlag van de Safawieden (1576-1665)
? Vlag van de Safaviden (1665-1722)
? Koninklijke vlag van Nader Sjah Afshar (1736-1747)
? Keizerlijke vlag van de Afshariden (1736-1796)
? Staatsvlag van de Afshariden (1737-1796)
? Vlag van de Zandvorsten (1750-1794)
? Vlag van Aga Mohammad Khan (1797)
? Vlag van Fath'Ali Kadjar (1797-1848)
? Vlag van Amir Kabir (1848-1907)

De groen-wit-rode driekleur werd officieel aangenomen op 5 augustus 1906 met een beeldverhouding van 1:3. De kleur wordt in sommige bronnen beschreven als bleek, maar dit is niet zeker. De kleur vanaf 1925 is zeker, maar deze werd in 1964 gewijzigd in een verhouding van 4:7. De nationale vlaggen en, vanaf 1910, de slagvlaggen toonden ook een leeuw met een zwaard en een rijzende zon. Met de Iraanse Revolutie werd de leeuw vervangen door het huidige embleem.

~1:3 ?? Civiele en handelsvlag (1906–1925)
~1:3 ?? Staatsvlag (1906–1925)
~1:3 ?? Civiele en handelsvlag (1925–1964)
~1:3 ?? Staatsvlag (1925–1964)
4:7 ?? Civiele en handelsvlag (1964–1979)
4:7 ?? Staatsvlag (1964–1979)
4:7 ?? Oorlogsvlag (1964–1979)

## Vlaginstructie
Volgens een regeringsdecreet van 18 juli 2007 mag de nationale vlag van Iran niet halfstok worden gehesen, omdat dit respectloos zou zijn ten opzichte van het woord "Allah" op de vlag. Hetzelfde geldt voor de vlag van Saoedi-Arabië en de vlag van Somaliland. Indien beschikbaar moet er een zwarte vlag op een tweede mast worden gehesen als teken van rouw.

## Galerij

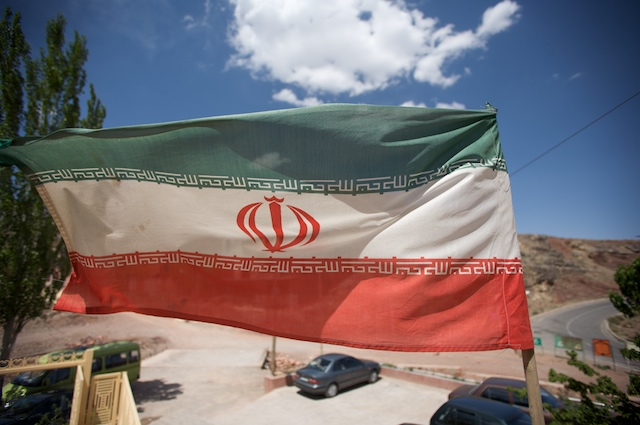
Iraanse vlag in een bergdorp
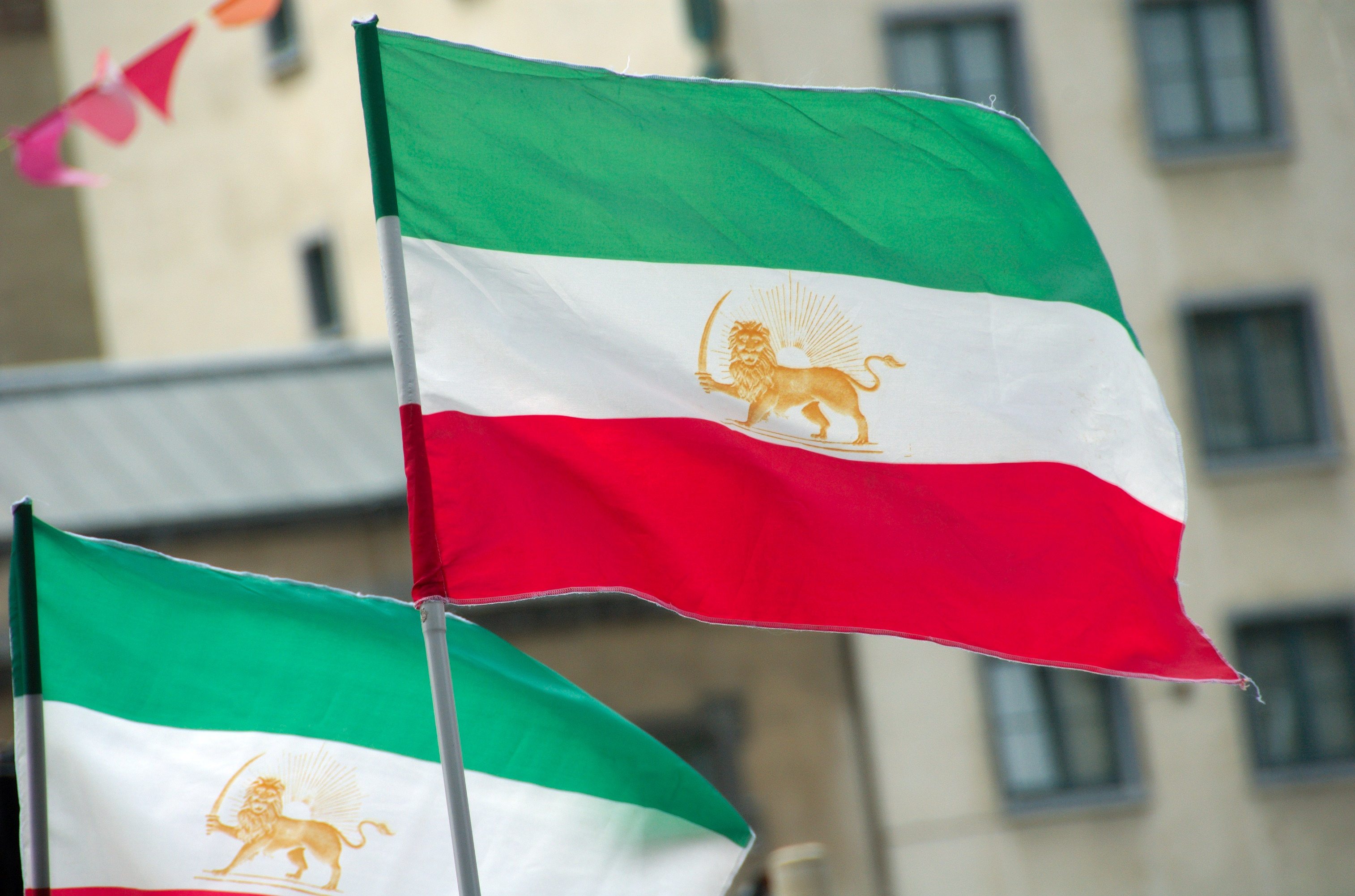
De oude vlag op een evenement in Brussel (2007)
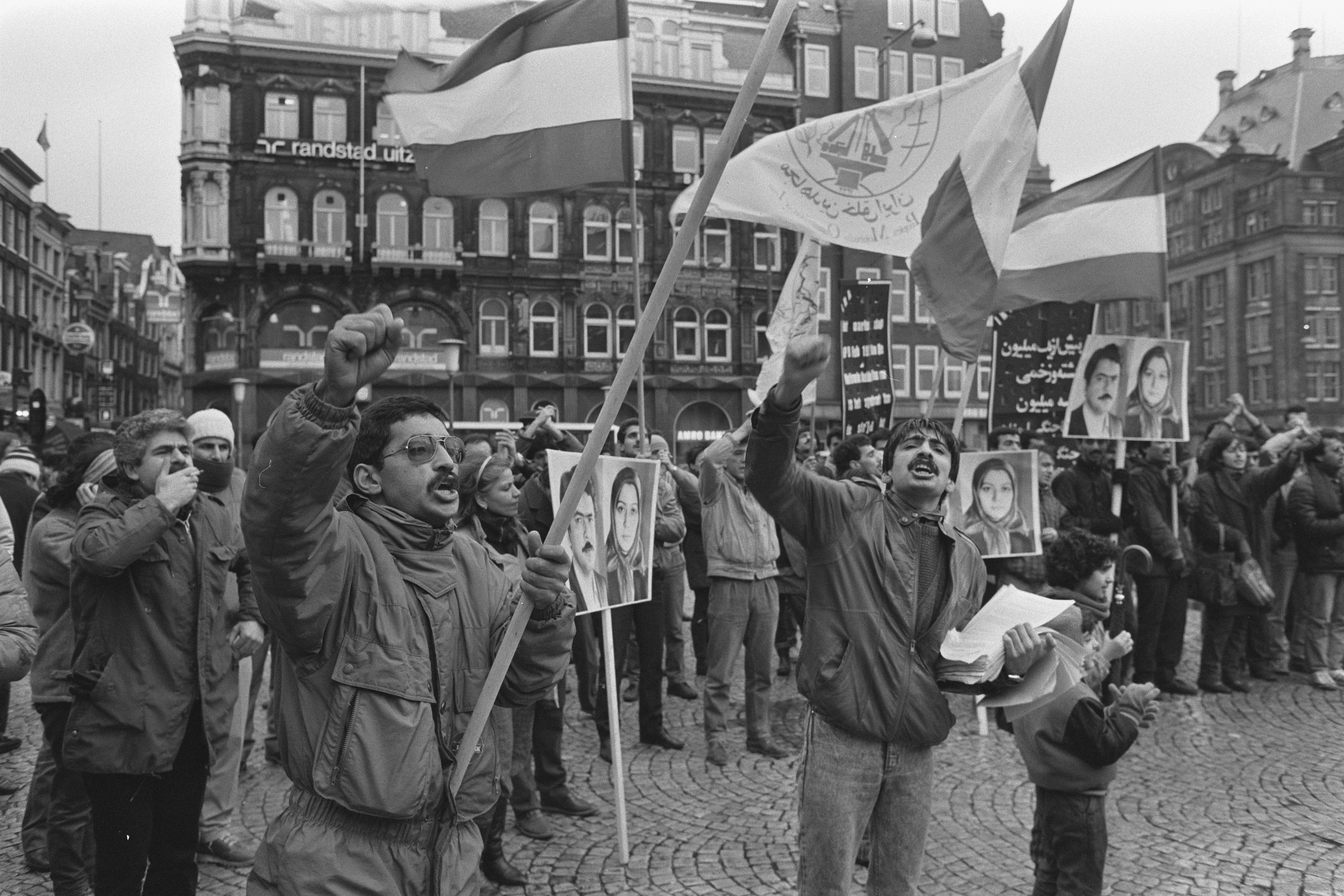
Iraans Verzet demonstreert op Dam, Amsterdam tegen Khomeiniregime in Iran (1987)